# Тейлор Вейн
Те́йлор Вейн (англ. Taylor Wane; нар. 27 серпня 1968 року, Гейтсхед, Велика Британія) — британська модель і порноакторка. У 2005 році включена в Зал слави AVN .

## Кар'єра
Спочатку Тейлор збиралася стати вчителькою, але після того, як у 18 років виграла конкурс на обкладинку календаря, стала моделлю. Після переїзду до Лондона почала виступати топлес. Пізніше переїхала до Лос-Анджелеса, де кілька років знімалася для чоловічих журналів. У 21 рік перейшла в порноіндустрію і почала зніматися в порнофільмах. З 1992 року займається також режисерською діяльністю. У червні 1994 року стала «Кішечкою місяця» журналу «Penthouse».

## Часткова фільмографія
- X Factor: The Next Generation (1991)
- The Blonde and the Beautiful (1993)
- Dirty Deeds (1996)
- More Than a Handful 10 (2001)
- Interactive Sex with Secretary (2005)
- The Breastford Wives (2007)

## Нагороди
- 1992 AVN Award — найкраща сцена сексу в парі — X Factor — The Next Generation[6]
- 1994 Penthouse Pet Of The Month — Червень
- 2005 AVN Hall of Fame учасниця [4]